# Dasineura myrtylli
Dasineura myrtylli är en tvåvingeart som först beskrevs av Rubsaamen 1916.  Dasineura myrtylli ingår i släktet Dasineura och familjen gallmyggor.
Artens utbredningsområde är Tyskland. Inga underarter finns listade i Catalogue of Life.